# 喬托鎮區 (伊利諾伊州麥迪遜縣)
喬托鎮區（英語：Chouteau Township）是位於美國伊利諾伊州麥迪遜縣的一個行政鎮區。

## 地方資料
根據2010年美國人口普查的數據，喬托鎮區的面積為85.30平方千米，當中陸地面積為76.90平方千米，而水域面積為8.40平方千米。當地共有人口8041人，而人口密度為每平方千米94.27人。